# Антон Грот
Антон Грот (англ. Anton Grot, ім'я при народженні — Анточ Францішек Грозевскі (англ. Antocz Franziszek Grozewski); 18 січня 1884 — 21 березня 1974) — голлівудський артдиректор польського походження. Він був відомий своєю плідною робою у Warner Brothers, працюючи над такими фільмами, як Маленький Цезар, і Золотошукачі з 1933. Він народився у місті Келбасін, Польща і помер у Стентоні, штат Каліфорнія. Грот навчався в Академії образотворчих мистецтв у Кракові та в технічній школі в Кенігсберзі, Німеччина. Він змінив своє ім'я і емігрував до США в 1909 році.
Грот приїхав до Голлівуду в 1922 році, щоб допомогти Вілфреду Бакленду у фільмі Дугласа Фербенкса «Робін Гуда»; і залишився працювати з Сесілем Б. Де Міллем і Вільямом К. Говардом. Зрештою він підписав контракт з Warner Bros, як «артдиректор, художник, і дизайнер», де працював до виходу на пенсію в 1948 році.

## Вибрана фільмографія
- 1928: Корабель припливає / A Ship Comes In
- 1930: Вдова з Чикаго / The Widow from Chicago
- 1930: Пісня полум'я / The Song of the Flame
- 1930: Маленький Цезар / Little Caesar
- 1931: Свенгалі / Svengali
- 1937: Життя Еміля Золя / The Life of Emile Zola
- 1939: Хуарес / Juarez
- 1939: Приватне життя Єлизавети та Ессекса / The Private Lives of Elizabeth and Essex
- 1941: Щиро твій / Affectionately Yours
- 1945: Мілдред Пірс / Mildred Pierce
- 1947: Одержима / Possessed